# Spreetal
Spreetal (en sorabo Sprjewiny Doł) es un municipio situado en el distrito de Bautzen, en el estado federado de Sajonia (Alemania), a una altitud de 160 metros. Su población a finales de 2016 era de unos 2000 habs. y su densidad poblacional, 17 hab/km².